# کازم
```

```

کازم (به انگلیسی: Kazam) نرم‌افزاری آزاد که تحت پروانه عمومی همگانی گنو نسخه ۳ منتشر می‌شود. این برنامه با قابلیت تهیه Screenshot و Screencast از محیط میزکار شما به یکی از بهترین‌ها در زمینه کاری خود بدل شده‌است. خوشبختانه کازم در مخزن Universe توزیع لینوکس وجود داشته و کاربران را از افزودن بایگانی بسته شخصی غیررسمی بی‌نیاز می‌کند. هر چند که تیم توسعه دهنده این برنامه دو مخزن دیگر به نام Stable و Unstable را برای راحتی کاربران در نظر گرفته‌اند. مزیتی که نسخه موجود در مخزن Stable نسبت به نسخه موجود در مخزن رسمی اوبونتو دارد این است که کاربران می‌توانند با استفاده از این مخزن به آخرین نسخه پایدار برنامه دست پیدا نمایند. مخزن دوم هم برای کاربرانی است که قصد دارند در توسعه برنامه شرکت کرده و با گزارش کردن باگهای نسخه ناپایدار در بهبود وضعیت و سوق دادن آن به سمت وضعیت پایدار نقشی را ایفا نمایند

## نصب کازم
نسخه موجود در مخازن رسمی اوبونتو ۱٫۴٫۴ می‌باشد، جهت نصب این نسخه دو راه پیش رو کاربر قرار دارد. راه اول نصب از طریق خط فرمان – راه دوم نصب از طریق مرکز نرم‌افزاری اوبونتو (هر چند که پر واضح هست که راه حل اول سریعتر می‌باشد)
* نصب با (خط فرمان)
یک ترمینال باز کرده و دستور زیر را در آن اجرا کنید.
sudo apt-get update && sudo apt-get-install kazam
- مخزن غیررسمی (PPA)

با استفاده از مخزن Stable آخرین نسخه پایدار ۱٫۴٫۵ بر روی اوبونتو نصب می‌شود. یک ترمینال باز کرده و دستورهای زیر را در آن اجرا کنید.
Sudo add-apt-repository ppa:kazam-team/stable-series

sudo apt-get update && sudo apt-get install kazam

## تنظیمات برنامه
اگر از منوی File زیر منوی Preferences را انتخاب نمایید، می‌توانید به تنظیمات برنامه دسترسی داشته باشید. در پنجره Kazam Preferences سه تب با عنوان‌های General, Screencast, Screenshot دیده می‌شود.
در تب General می‌توان نوع ورودی و خروجی صدا و همچنین حجم صدا را تنظیم کرد همچنین کلید فعال و غیرفعال کردن شمارنده معکوس برنامه نیز در این قسمت قرار دارد.
در تب دوم Screencast تنظیمات مربوط به ویدئو ضبظ شده توسط برنامه در خود دارد میزان نرخ فریم، کدک مورد استفاده برنامه (H264 , …) محل ذخیره فایل خروجی و الگوی نام فایل و در پایان گزینه فعال و غیرفعال کردن ذخیره اتوماتیک فایل ضبط شده توسط برنامه.
در تب سوم Screenshot تنظیماتی از قبیل فعال و غیرفعال سازی صدای شاتر و نوع شاتر و سه گزینه پایانی همانند قسمت Screencast وظیفه مدیریت فایل خروجی را عهده دارند.
پس از شروع به کار برنامه آیکون آن به قسمت System Try اضافه خواهد شد (کلید ترکیبی Super+M) و کاربر با کلیک راست کردن بر روی آن قادر خواهد بود عملیات در حال انجام را کنترل نماید. در حالت Screencast می‌توان عملیات را مکث یا به پایان رساند.